# Артории
Арториите са римска фамилия от gens Artoria, принадлежаща към конниците equester ordo. Те имат името Арторий (Artorius) и произлизат от Кампания, Южна Италия.
Известни членове:
- Луций Арторий Каст (Lucius Artorius Castus), 2 век, прокуратор на Далмация